# La Vanille Réserve des Mascareignes
La Vanille Réserve des Mascareignes, auch La Vanille Nature Park oder La Vanille Crocodile Farm, ist ein privat betriebener zoologischer Park im Distrikt Savanne im Süden des Inselstaates Mauritius.

## Beschreibung

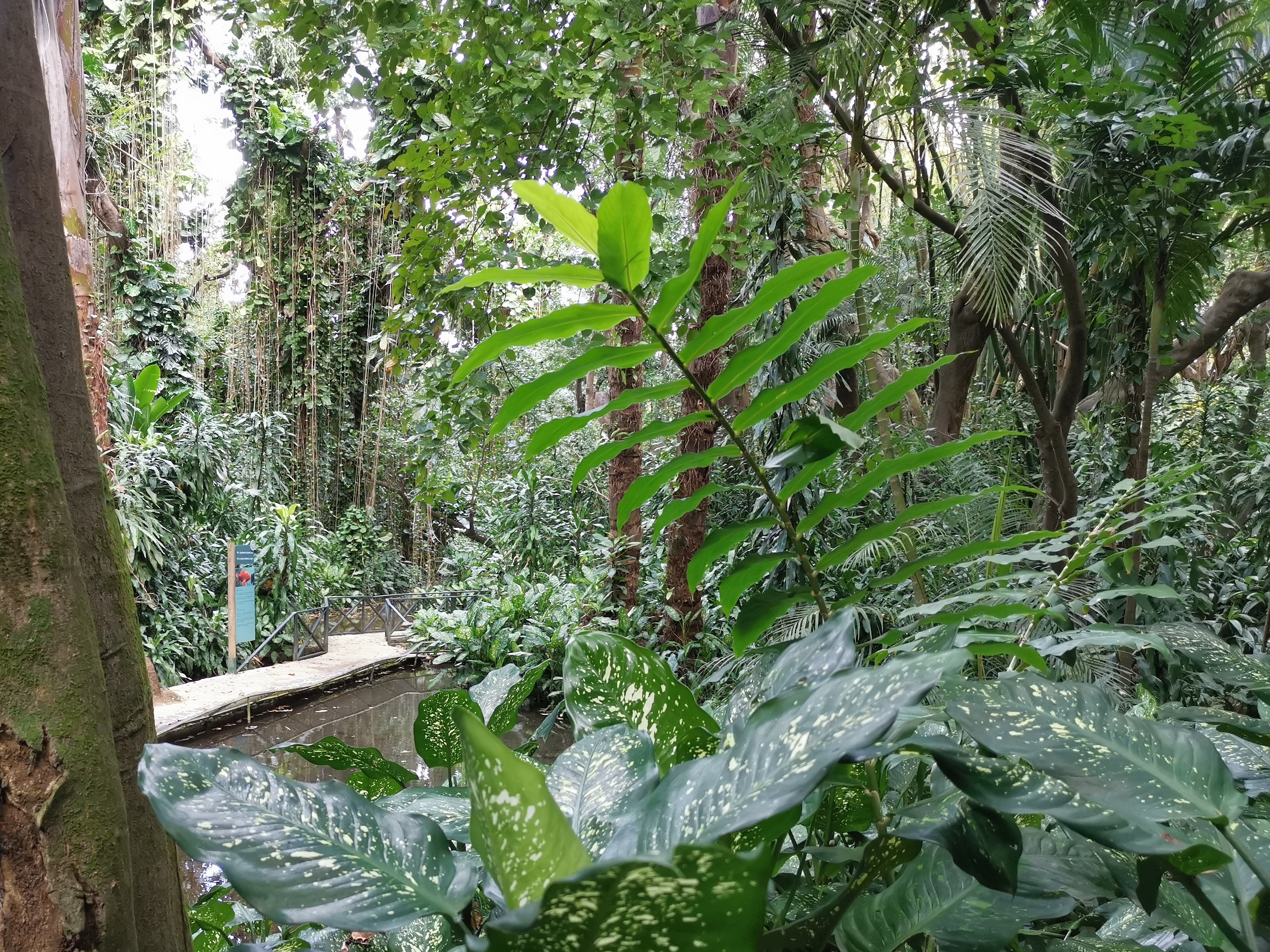
Naturpfad durch den Regenwald im Park

Der 3,5 Hektar große zoologische Park „La Vanille“ befindet sich im Landesinneren, einige Kilometer südlich des Dorfes Rivière des Anguilles in einem feucht-heißen Flusstal. Er wurde im Jahr 1985 von einem Ehepaar, einer von Mauritius stammenden Biologin und ihrem australischen Ehemann, auf dem Gelände einer ehemaligen Vanilleplantage angelegt.

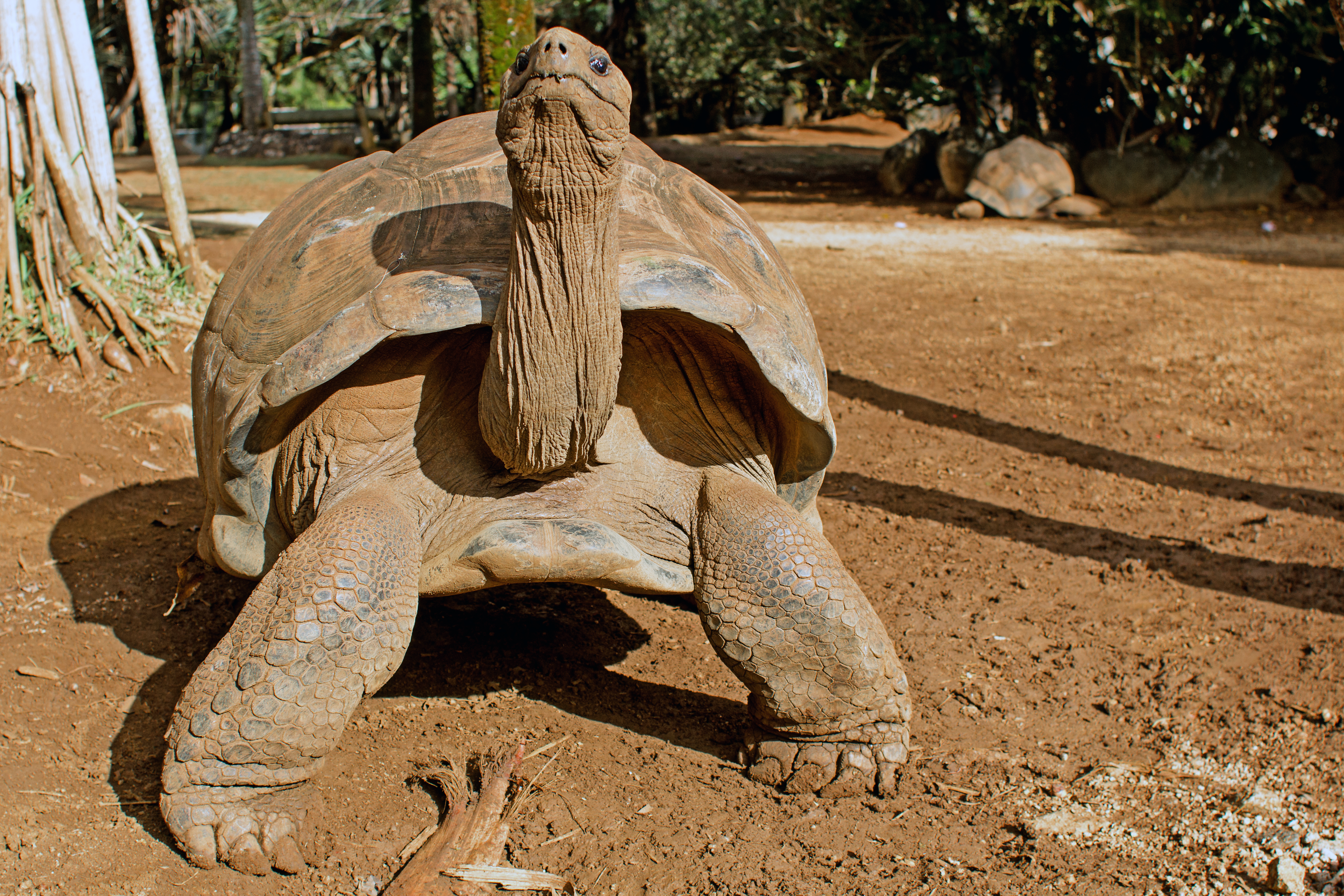
Aldabra-Riesenschildkröte im La Vanille Nature Park

Hier befindet sich die weltweit größte in Gefangenschaft gehaltene Schildkrötenkolonie mit etwa 1000 Tieren, darunter Strahlenschildkröten aus Madagaskar, Riesenschildkröten von den Seychellen sowie Süßwasserschildkröten. Der Park ist mit 114 erwachsenen Exemplaren und 700 Jungtieren die weltweit größte Zuchtstätte für Aldabra-Riesenschildkröten. Die älteste unter ihnen ist ein fast 100 Jahre altes Männchen namens „Domino“ mit 275 Kilogramm Gewicht.
Eine weitere Hauptattraktion des Tierparks sind die etwa 2000 in allen Größen und Altersstufen vorhandenen Nilkrokodile. Daneben gibt es in den Gehegen, Terrarien und Aquarien der Einrichtung auch viele andere Tierarten zu sehen, wie Maskarenen- und Rodrigues-Flughunde, Geckos von Round Island, Leguane, Kaimane, Kattas und Affen, Riesenkröten und Frösche, Aale und Karpfen, aber auch Wildschweine, Mungos und Hirsche. Zum Park gehört ein Haustierbereich, in dem Ponys, Esel, Ziegen, Schafe und verschiedene Hühnerrassen zu besichtigen sind.
Die vom Betreiber Jacques Siedlecki in 30 Jahren zusammengestellte Sammlung des Insektariums umfasst nach eigenen Angaben mehr als 26.000 Arten und mehr als 30.000 Exemplare von Insekten, Schmetterlingen und Käfern aus fünf Kontinenten; sie zählt zu den größten derartigen Sammlungen der Welt und enthält auch extrem seltene und inzwischen ausgestorbene Arten. Im Fossilien-Museum wird eine Sammlung von Ammoniten aus Madagaskar gezeigt, die Hunderte Exemplare umfasst. Ein weiterer Ausstellungsbereich ist dem Dodo, einer ausgestorbenen mauritischen endemischen Vogelart, gewidmet.
In La Vanille werden Zuchtprogramme für eine Reihe bedrohter Arten durchgeführt, die anschließend ausgewildert werden. Der Park ist auch an anderen Naturschutzprojekten auf Mauritius und auf Madagaskar beteiligt.
Der Rundweg durch den Park führt auf dem Nature Walk auch durch einen urwaldartig angepflanzten Bereich mit Bambus, Palmen und anderen Gewächsen des tropischen Regenwaldes. Im Park befinden sich das Restaurant „Le Crocodile Affamé“ (deutsch „Das hungrige Krokodil“), das unter anderem Gerichte aus Krokodilfleisch serviert, und ein Souvenirshop. Im Park wird seit 1986 eine Diesellokomotive von Ruston & Hornsby ausgestellt, die bis 1981 Zuckerrohr für die Savannah Sugar Estate transportierte. Bis zur Aufstellung im Park stand sie in den Feldern.